# CSMD Diables Noirs
Club Sportif Multidisciplinaire Diables Noirs (w skrócie CSMD Diables Noirs) – kongijski klub piłkarski grający w pierwszej lidze kongijskiej, mający siedzibę w mieście Brazzaville.

## Sukcesy
- I liga (8[1]):

1961, 1966, 1977, 1992, 2004, 2007, 2009, 2011
- Puchar Konga (7[2]):

1989, 1990, 2003, 2005, 2012, 2014, 2015
- Mistrzostwo Brazzaville (3):

1952, 1953, 1954

## Występy w afrykańskich pucharach
Stan na luty 2023.
| Sezon     | Rozgrywki                 | Runda              | Kraj                          | Klub                       | Dom | Wyjazd | Dwumecz      |
| --------- | ------------------------- | ------------------ | ----------------------------- | -------------------------- | --- | ------ | ------------ |
| 1966      | Puchar Mistrzów           | 1                  | Zair                          | AS Dragons                 | 1–2 | 2–0    | 3–2          |
| 1966      | Puchar Mistrzów           | ćwierćfinał        | Sudan                         | Al-Hilal Omdurman          | 1–4 | 1–6    | 2–10         |
| 1977      | Puchar Mistrzów           | 1                  | Gabon                         | Vantour Mangoungou         | 4–2 | 4–2    | 8–4          |
| 1977      | Puchar Mistrzów           | 2                  | Gwinea                        | Hafia FC                   | 0–1 | 1–1    | 1–2          |
| 1990      | Puchar Zdobywców Pucharów | 1                  | Rwanda                        | Rayon Sports FC            | 2–1 | 0–0    | 2–1          |
| 1990      | Puchar Zdobywców Pucharów | 2                  | Nigeria                       | BCC Lions FC               | 2–0 | 0–3    | 2–3          |
| 1991      | Puchar Zdobywców Pucharów | 1                  | Angola                        | CD Primeiro de Agosto      | 2–1 | 0–0    | 2–1          |
| 1991      | Puchar Zdobywców Pucharów | 2                  | Zimbabwe                      | Dynamos FC                 | 0–2 | 1–1    | 1–3          |
| 1992      | Puchar Mistrzów           | 1                  | Nigeria                       | Julius Berger FC           | 2–1 | 0–4    | 2–5          |
| 2004      | Puchar Konfederacji       | wstępna            | Gwinea Równikowa              | Deportivo Mongomo          | 2–2 | 0–0    | 2–2          |
| 2005      | Liga Mistrzów             | wstępna            | Zambia                        | Red Arrows FC              | 0–0 | 0–0    | 0–0 (k. 2–3) |
| 2006      | Puchar Konfederacji       | wstępna            | Czad                          | Tourbillon FC              | 3–1 | 2–2    | 5–3          |
| 2006      | Puchar Konfederacji       | 1                  | Ghana                         | Berekum Arsenal FC         | 2–1 | 0–2    | 2–3          |
| 2008      | Liga Mistrzów             | wstępna            | Nigeria                       | Enyimba FC                 | 1–4 | 2–3    | 3–7          |
| 2010      | Liga Mistrzów             | wstępna            | Algieria                      | ES Sétif                   | 3–2 | 0–2    | 3–4          |
| 2012      | Liga Mistrzów             | wstępna            | Wybrzeże Kości Słoniowej      | AFAD Djékano               | 0–1 | 0–1    | 0–2          |
| 2013      | Puchar Konfederacji       | wstępna            | Ghana                         | New Edubiase United FC     | 1–0 | 0–1    | 1–1 (k. 5–4) |
| 2013      | Puchar Konfederacji       | 1                  | Gwinea Równikowa              | The Panthers FC            | 6–1 | 0–0    | 6–1          |
| 2013      | Puchar Konfederacji       | 2                  | Tunezja                       | CS Sfaxien                 | 1–1 | 1–3    | 1–4          |
| 2014      | Liga Mistrzów             | wstępna            | Burundi                       | Flambeau de l’Est FC       | 0–1 | 1–1    | 1–2          |
| 2015      | Liga Mistrzów             | wstępna            | Maroko                        | Raja Casablanca            | 2–2 | 0–4    | 2–6          |
| 2016      | Puchar Konfederacji       | wstępna            | Wybrzeże Kości Słoniowej      | Africa Sports National     | 1–2 | 1–2    | 2–4          |
| 2017      | Liga Mistrzów             | wstępna            | Burkina Faso                  | Rail Club du Kadiogo       | 1–0 | 0–3    | 1–3          |
| 2018/2019 | Puchar Konfederacji       | wstępna            | Algieria                      | NA Hussein Dey             | 1–1 | 0–2    | 1–3          |
| 2021/2022 | Puchar Konfederacji       | wstępna            | Burundi                       | Bumamuru FC                | 1–0 | 0–0    | 1–0          |
| 2021/2022 | Puchar Konfederacji       | 1                  | Południowa Afryka             | Orlando Pirates            | 0–0 | 0–1    | 0–1          |
| 2022/2023 | Puchar Konfederacji       | wstępna            | Mozambik                      | Clube Ferroviário da Beira | 3–0 | 1–2    | 4–2          |
| 2022/2023 | Puchar Konfederacji       | play-off           | Seszele                       | La Passe FC                | 4–2 | 2–0    | 6–2          |
| 2022/2023 | Puchar Konfederacji       | Gr. B (3. miejsce) | Nigeria                       | Rivers United FC           | 3–0 | 2–2    | 5–2          |
| 2022/2023 | Puchar Konfederacji       | Gr. B (3. miejsce) | Demokratyczna Republika Konga | DC Motema Pembe            | 0–0 | 0–0    | 0–0          |
| 2022/2023 | Puchar Konfederacji       | Gr. B (3. miejsce) | Wybrzeże Kości Słoniowej      | ASEC Mimosas               | 0–1 | 0–2    | 0–3          |

## Stadion
Domowe mecze klub rozgrywa na stadionie o nazwie Stade Alphonse Massemba-Débat w Brazzaville, który może pomieścić 33 037 widzów.

## Reprezentanci kraju grający w klubie od 1989 roku
Stan na marzec 2016.
| - Kévin Andzouana - Dua Ankira - Sagesse Babélé - Christ Bakaki - Carof Bakoua - Florent Baloki - Gervais Batota - Sidoine Beaullia - Rudy Bhebey - Arci Biassadila Mouanga - Hardy Binguila - Djodjo Bomassi - Jusly Boukama–Kaya - Houston Bounkoulou - Michel de Buisson - Charlin Bouétoutelamio - Gloire Dibata - Landry Djimbi - Karl Ekaya - Géraud Endzoua - Franchel Ibara - Bermagin Kangou - Cristel Kimbembé - Bienvenu Kombo - Ulrich Lepaye - Patrick Lolo - Chardin Madila - Prince Makaya - Chancel Massa - Bhaudry Massouanga | - Cosme Mavoungou - Landry Mayembi - Rodalec Miyamou - Sylvain Moukassa - Gildas Mouyabi - Delvin N’Dinga - Kedet Ndouniama - Gildas Ngo - Chancel Ngombessa - Deldy Ngoyi - Roland Nkimbi - Lorry Nkolo - Laurent Nsombi - Bersyl Obassi - Fabrice Ondama - Destin Onka - Bienvenu Ontsondo - Christian Samba - Harris Tchilimbou - Kessel Tsiba - Césack Tsoumou–Likibi - Macchambes Younga–Mouhani - Fiston Abdul Razak - Emery Nimubona - Tshini Kayinda - Bongeli Lofo - Ndaya Mbangi - Luyeye Mvete - Omega Roberts - Boris Sandjo - Marcelin Tamboulas |